# Medasina photina
Medasina photina là một loài bướm đêm trong họ Geometridae.